# Bernhard Christoph Faust

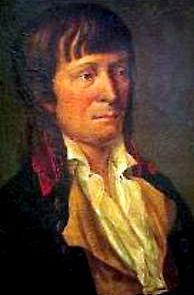
Bernhard Christoph Faust

Bernhard Christoph Faust (* 23. Mai 1755 in Rotenburg an der Fulda; † 25. Januar 1842 in Bückeburg) war ein deutscher Arzt, Geburtshelfer und Gesundheitserzieher. Er schrieb den ersten Gesundheitskatechismus zum Gebrauch in Schulen und beim häuslichen Unterricht, eine Schrift für medizinische Volksaufklärung. Daneben beschäftigte er sich mit der Verbesserung der Geburtshilfe, dem Sanitätswesen im Kriege sowie der Einführung der Pockenimpfung. Er begründete eine neue Auffassung von Architektur, die Sonnenbaulehre, die sich mit dem Zusammenhang zwischen Gesundheitszustand und Wohnverhältnissen auseinandersetzt.

## Leben

### Herkunft

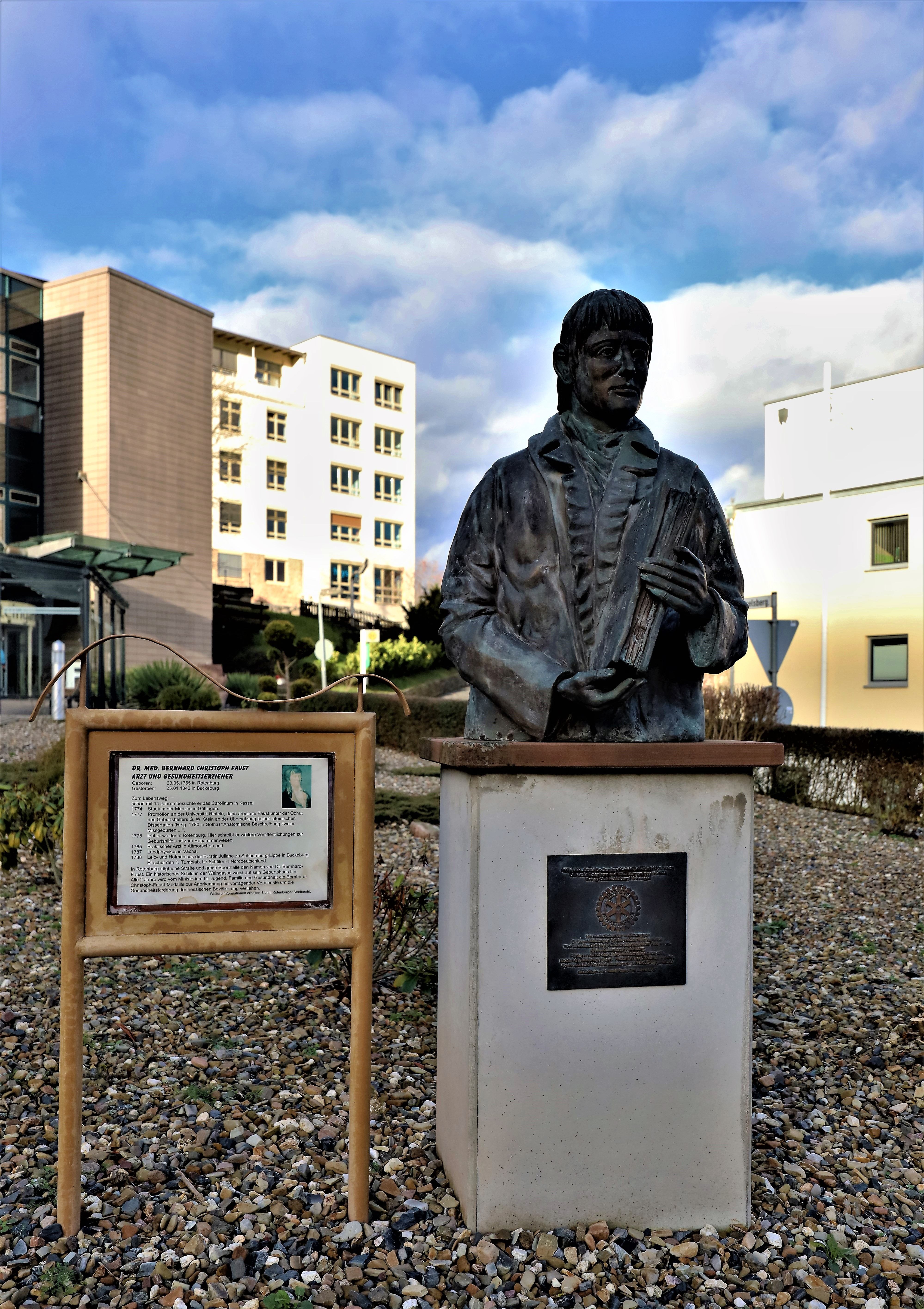
Bronzebüste vor dem Kreiskrankenhaus Rotenburg an der Fulda

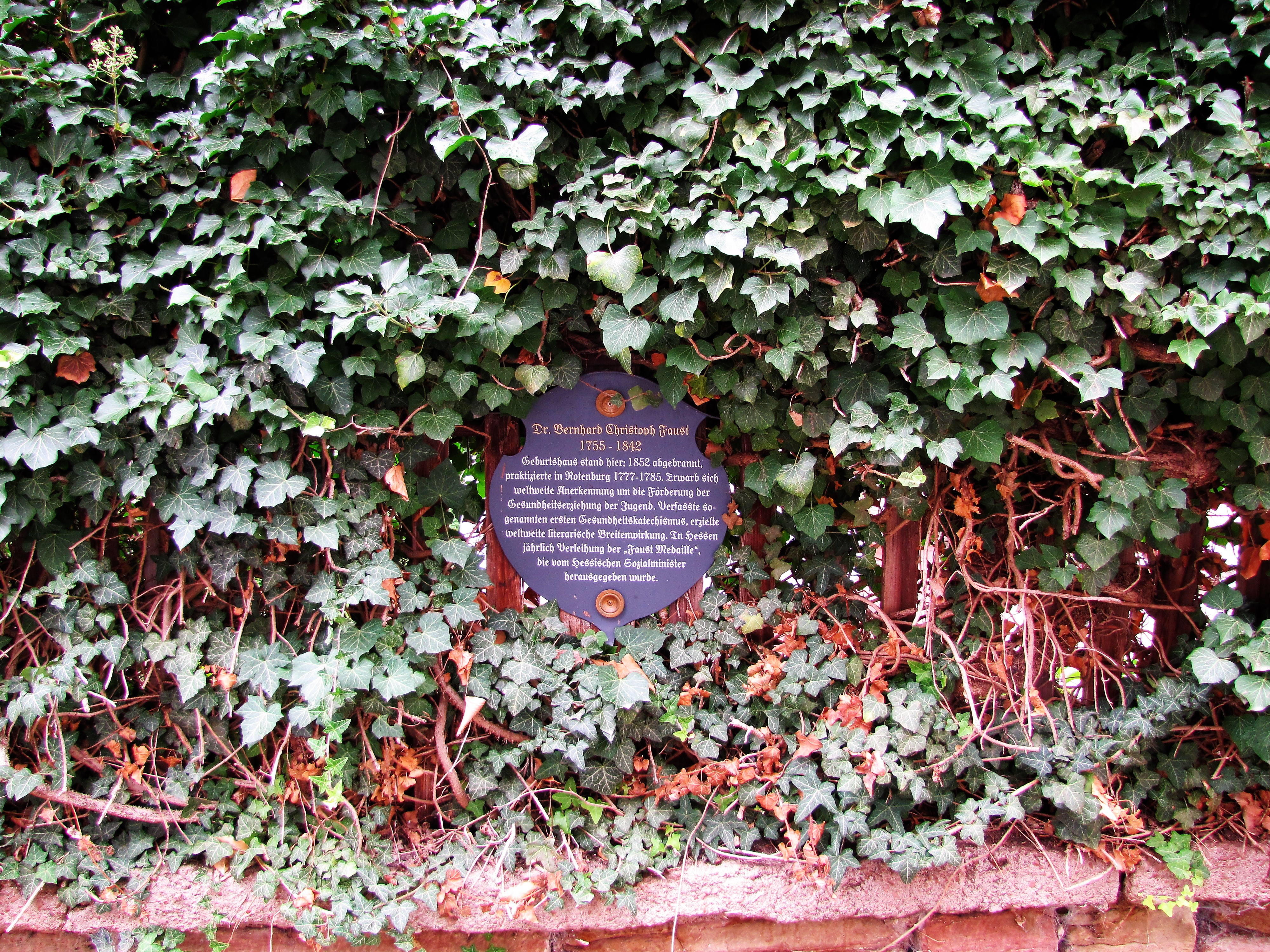
Gedenktafel am ehemaligen Standort des Geburtshauses in der Weingasse Rotenburg a. d. Fulda

Sein Vater Otto Christoph Faust stammte bereits aus einer traditionsreichen Arztfamilie und war Physikus in Stadt und Amt von Rotenburg an der Fulda, seine Mutter Sophie Elise war Tochter des dortigen Kanzleidirektors Hilchen.

### Ärztliche Laufbahn
Nach dem Studium in Kassel und Göttingen wurde Faust am 19. Juli 1777 in Rinteln zum Doctor Medicinae promoviert. Anschließend erhielt er eine intensive sechsmonatige geburtshilfliche Ausbildung am Kasseler Accouchier- und Findelhaus bei Georg Wilhelm Stein dem Älteren (1737–1803). Nach der Rückkehr in seine Heimatstadt Rotenburg übernahm er die Praxis seines früh verstorbenen Vaters. Es folgten erste Publikationen über Geburtshilfe. Im Herbst 1785 übersiedelte Faust nach Altmorschen an der Fulda. In diesen Jahren machte er prägende Erfahrungen zur „Armuth und zum Elend des Volkes“. 1786 wurde er Landphysikus in Vacha.
Nach einer ersten Begegnung 1787 mit Fürstin Juliane zu Schaumburg-Lippe, einer geborenen Prinzessin von Hessen-Philippsthal, ernannte ihn die Fürstin im Sommer 1788 zu ihrem Leibarzt und Gräflich-Schaumburg-Lippischen Hofrat in Bückeburg. 1788 begegnete Faust auf einer Reise in die Schweiz dem Arzt Simon Auguste André Tissot. 1792–1794 verfasste er den später in viele europäische Sprachen übersetzten Gesundheitskatechismus auf „Geheiß und in regem Austausch mit der Landesfürstin“. Im Herbst 1794 reiste Faust nach Arnheim/Holland, wo man gegen die Franzosen Stellung bezogen hatte. Beim Anblick des Leids der nur unzureichend versorgten Kriegsverwundeten erfasste ihn Entsetzen. 1798 traf er den berühmten Arzt Christoph Wilhelm Hufeland.
Auf einer Reise nach Hannover im September 1800 kam es zu einem regen Fachaustausch mit den deutschen Pionieren der Kuhpockenimpfung, Christian Friedrich Stromeyer und Georg Friedrich Ballhorn. 1802 machte Faust eine Bildungsreise nach England, wo er die größte Londoner Entbindungsanstalt, das Lying-in-Hospital, das St Thomas’ Hospital und Vorlesungen des berühmten Wundarztes Henry Cline (1750–1827) besuchte.

### Fürstenerzieher und NiedersächsischerTurnvater
Als Gräflich-Schaumburg-Lippscher Erzieher errichtete er in Bückeburg 1817 den ersten Turnplatz im heutigen Niedersachsen. Auch wenn dies für das freiheitliche Turnen in Deutschland durch die Turnsperre verboten war, so konnte er dies für die Gymnastik und Fürstenerziehung eben doch bauen lassen. Er wollte damit den Bewegungsmangel der vornehmen Stände bekämpfen. Da ihm hierfür in der galenischen Medizin vor allem die Antike als Vorbild diente (und hier vor allem die Zusammenfassung von Mercurialis De Arte gymnastica) griff er vor allem auf das Übungsgut der Antike zurück. In der Entwicklung der Bewegungstherapie hat Faust zwar keine wesentlichen Neuerungen hervorgebracht, aber den Kenntnisstand der Antike und der Neuzeit umfassend zusammengetragen. Für seine Verdienste um die Entwicklung der Leibesübungen in Niedersachsen wurde er 1988 in die Ehrengalerie des Niedersächsischen Instituts für Sportgeschichte aufgenommen.

### Architekturtheorie
Durch seine ärztliche Tätigkeit suchte er nach Möglichkeiten, das Leid seiner Mitmenschen zu lindern. Angeregt durch die Schriften antiker Denker wie Plato oder  Vitruv, die sich bereits mit architekturtheoretischen  Fragen beschäftigt hatten, entwickelte er seine Sonnenbaulehre. Dabei stand die Planung von Städten und Dörfern im Vordergrund. Durch eine geschickte Anordnung, bessere Baumaterialien, Zuführung von Licht und Luft mittels Ausrichtung nach Süden sollte ein gesundes Wohnen ermöglicht werden. Auch ästhetische und soziale Aspekte, wie das Zurückversetzen der Häuser von der Straße, Anlagen von Rasenflächen und betreuten Kinderspielplätzen wurden dabei berücksichtigt.
Umgesetzt wurde die Faustsche Sonnenbaulehre von dem Münchner Architekten Gustav Vorherr, da die beiden auch freundschaftlich miteinander verbunden waren. Die Sonnenstraße im Zentrum Münchens wurde nach diesen Regeln erstellt und nach ihr benannt.
Der Kernsatz hierzu wurde im Frühjahr 1825 von Faust als Widmung in einem dem Stadtarchiv München vorliegenden Exemplar der Sonnenbaulehre aus dem Besitz von Gustav Vorherr so formuliert: „Er helfe fördern und mehren den Sonnenbau in aller Welt; lehre in jedes Haus – daß es den Menschen zum Tempel werde – aufnehmen die Sonne; helfe, als Architekt, wie in ältesten und römischen und Edwin´s zu York Zeiten Würfelsteine und Bruderliebe, Hülfe und Treue frei und fest in Eins verbinden; stifte, wie er in Deutschland begonnen und zum Theil schon gethan hat, eine große, geordnete Verbindung zwischen Baumeistern aus aller Welt und daß überall öffentliche Vereine für Bauwesen und Landesverschönerung sich bilden.“

## Die Bernhard-Christoph-Faust-Medaille
Alle zwei Jahre wird die Bernhard-Christoph-Faust-Medaille vom Hessischen Ministerium für Soziales und Integration an höchstens drei Personen vergeben. Sie ist als Auszeichnung für Personen bestimmt, die insbesondere in der praktischen Gesundheitsförderung unter vorbildlichem Einsatz über ihre beruflichen Pflichten hinaus oder nebenberuflich langjährig für die Gesundheitsförderung tätig gewesen sind und die Gesundheit des einzelnen wie der Allgemeinheit gemäß den Zielen der Welt-Gesundheitsorganisation (WHO) nachhaltig gefördert haben.

## Publikationen
- Untersuchung des Wehrts der Trennung der Schoosbeine bei schweren Geburten. - Gotha : Ettinger, 1780. Digitalisierte Ausgabe der Universitäts- und Landesbibliothek Düsseldorf
- Gesundheits-Katechismus zum Gebrauche in den Schulen und beym häuslichen Unterrichte. Mit Holzschnitten, Bückeburg 1794
- Über die Rindvieh-Pest (Viehseuche, Löserdürre), die einzig und allein durch Ansteckung entsteht. Leipzig 1797. Digitalisat in der Digitalen Bibliothek Mecklenburg-Vorpommern
- Öffentliche Anstalten: die Blattern, durch die Einimpfung der Kuhpocken, auszurotten. Nebst der ältesten Urkunde von den Kuhpocken und einer beyliegenden Volksschrift: Zuruf an die Menschen. Bückeburg 1804
- Dr. Faust's Beinbruch-Maschine zum Gebrauch der Feld-Lazarethe. Mit einem Kupfer, Bückeburg, Juni 1815
- Zur Sonne nach Mittag sollten alle Häuser der Menschen gerichtet seyn. Bruchstücke als Handschrift gedruckt
- Beytrag zum Bauwesen. Bückeburg 1830
- Über Heilung der Cholera. Bückeburg, 25. November 1831
- Über Wasser, Eisenbahnen und neue Städte zur Sonne. Bückeburg, Okt. 1833 (2. Aufl.)